# غابرييلا سواريس
غابرييلا سواريس (بالبرتغالية: Gabriela Soares) هي لاعبة جمباز فني برازيلية، ولدت في 9 نوفمبر 1993 في ريو دي جانيرو في البرازيل.